# Mohall
Mohall è un centro abitato (city) degli Stati Uniti d'America, capoluogo della Contea di Renville, nello Stato del Dakota del Nord. Nel censimento del 2000 la popolazione era di 812 abitanti. La città è stata fondata nel 1901. Appartiene all'area micropolitana di Minot.

## Geografia fisica
Secondo i rilevamenti dell'United States Census Bureau, la località di Mohall si estende su una superficie di 2,80 km², tutti occupati da terre.

## Popolazione
Secondo il censimento del 2000, a Mohall vivevano 812 persone, ed erano presenti 214 gruppi familiari. La densità di popolazione era di 288 ab./km². Nel territorio comunale si trovavano 397 unità edificate. Per quanto riguarda la composizione etnica degli abitanti, il 98,40% era bianco, lo 0,74% era nativo, lo 0,25% proveniva dall'Asia e lo 0,62% proveniva da due o più razze. La popolazione di ogni razza ispanica corrispondeva allo 0,25% degli abitanti.
Per quanto riguarda la suddivisione della popolazione in fasce d'età, il 20,9% era al di sotto dei 18, il 4,8% fra i 18 e i 24, il 20,8% fra i 25 e i 44, il 23,3% fra i 45 e i 64, mentre infine il 30,2% era al di sopra dei 65 anni di età. L'età media della popolazione era di 48 anni. Per ogni 100 donne residenti vivevano 88,0 maschi.